# 松本侑子
松本 侑子（まつもと ゆうこ、1963年6月17日 - ）は、日本の小説家・エッセイスト・翻訳家。

## 来歴・人物
島根県出雲市出身。島根県立出雲高等学校、筑波大学第一学群社会学類政治学専攻卒業。
1985年、テレビ朝日報道制作部に勤め、『ニュースステーション』の初代天気予報担当キャスター、リポーターとして活動。1987年「巨食症の明けない夜明け」ですばる文学賞を受賞し、ベストセラーとなる。1988年テレビ朝日を退社、作家活動に専念する。2010年『恋の蛍 山崎富栄と太宰治』で新田次郎文学賞受賞。
小説、エッセイの執筆の他、シェイクスピア劇や英詩などの英米文学と聖書からの引用を多数解明した日本初の全文訳・訳註付『赤毛のアン』シリーズなど、海外小説の翻訳を手がけている。
また日本ペンクラブでは理事を1999年度から2020年度、常務理事を2007年度から2018年度に務めている。

## エピソード
1991年、湾岸戦争への自衛隊派遣に抗議し、柄谷行人、中上健次、津島佑子、田中康夫らとともに『湾岸戦争に反対する文学者声明』を発表した。

## 著書

### 単著
- 『別れの美学』（角川書店） 1991年、のち幻冬舎文庫 - 失恋論エッセイ集
- 『作家以前』（集英社） 1991年、のち文庫 - エッセイ集
- 『読書の時間』（講談社） 1991年、のち文庫 - 読書エッセイ集
- 『ブドウ酒とバラの日々』（角川書店）1993年、のち改題文庫化 『私が好き』 - エッセイ集
- 『私の本棚』（講談社） 1993年 - 読書エッセイ集
- 『ヴァニラの記憶』（白泉社） 1994年 - 詩集、樋上公実子画
- 『性の美学』（角川書店） 1995年、改題文庫化『愛と性の美学』（幻冬舎文庫） - 性愛論エッセイ集
- 『ロマンティックな旅へ・イギリス編』（幻冬舎） 1997年、のち改題文庫化『イギリス物語紀行』 - 英文学紀行
- 『ヴァカンスの季節』（新潮社） 1997年、のち改題文庫化『やっぱり、旅は楽しい』（双葉文庫） - 旅のエッセイ集
- 『ロマンティックな旅へ・アメリカ編』（幻冬舎） 1997年、のち改題文庫化『アメリカ・カナダ物語紀行』 - 米文学紀行
- 『作家になるパソコン術』（筑摩書房） 1998年 - パソコンエッセイ集
- 『誰も知らない赤毛のアン～背景を探る』（集英社） 2000年 - エッセイ集
- 『赤毛のアンに隠されたシェイクスピア』（集英社） 2001年 - 文学評論
- 『赤毛のアンの今日が幸せになる言葉 Anne makes you happy』（ディスカヴァー・トゥエンティワン） 2001年 - エッセイ集
  - 再編集版『赤毛のアンの幸せになる言葉 人生が輝く生き方』（主婦と生活社） 2014年
- 『アンの青春の明日が輝く言葉 Anne makes you happy』（ディスカヴァー・トゥエンティワン） 2002年 - エッセイ集
- 『物語のおやつ』（WAVE出版） 2003年 - 児童文学に登場するおやつに関するエッセイ集
- 『ヨーロッパ物語紀行』（幻冬舎） 2005年 - 文学紀行エッセイ
- 『赤毛のアンへの旅 秘められた愛と謎』（日本放送出版協会） 2008年、DVD版付・2009年 - 放送テキストを改訂
- 『私の青春文学紀行』（新潮社、とんぼの本） 2008年 - 図版解説
- 『太宰治の愛と文学をたずねて』（潮出版社） 2011年
- 『赤毛のアンのプリンス・エドワード島紀行』（JTBパブリッシング、楽学ブックス） 2013年
- 『金子みすゞと詩の王国』（文春文庫）2023年
元版『金子みすゞ詩集 100分de名著』（NHK出版、2022年1月・放送テキスト）
- 『赤毛のアン論　八つの扉』（文春新書）2024年11月

#### 小説作品
- 『巨食症の明けない夜明け』（集英社） 1988年、のち文庫
- 『植物性恋愛』（集英社） 1988年、のち文庫
- 『偽りのマリリン・モンロー』（集英社） 1990年、のち文庫
- 『美しい雲の国』（小学館） 1993年、集英社文庫 1998年
- 『花の寝床』（集英社） 1996年、のち文庫 - 短編小説集
- 『罪深い姫のおとぎ話』（角川書店） 1996年 - 短編小説集
  - 改題『グリム、アンデルセンの罪深い姫の物語』角川文庫 1999年
- 『光と祈りのメビウス』（筑摩書房） 1999年、ちくま文庫 2003年
- 『性遍歴』（幻冬舎） 2001年 - 短編小説集
- 『引き潮』（幻冬舎） 2004年 - 短編小説集
- 『海と川の恋文』（角川書店） 2005年、角川文庫 2010年
- 『恋の蛍 山崎富栄と太宰治』（光文社） 2009年、光文社文庫 2012年
- 『春の小夜』（角川書店） 2010年 - 短編小説集
- 『神と語って夢ならず』（光文社） 2013年
  - 改題『島燃ゆ 隠岐騒動』（光文社文庫）2016年
- 『みすゞと雅輔』（新潮社） 2017年、新潮文庫 2020年

### 共著
- 『インターネット発見伝』（鈴木康之、ジャストシステム） 1996年 - パソコンエッセイ集
- 『赤毛のアンの翻訳物語』（鈴木康之、集英社） 1998年 - 翻訳エッセイ
- 『モンゴメリ「赤毛のアン」を書いた女性作家』（高瀬直子漫画、監修、小学館、世界の伝記） 1995年 - 学習漫画
- 『テーマで読み解く日本の文学 現代女性作家の試み』（小学館） 2004年

## 翻訳
- 『赤毛のアン』訳注つき新完訳（L・M・モンゴメリ、集英社） 1993年、改訂（文春文庫） 2019年、日本初の全文訳、訳註・地図付、写真入り
- 『ふぶきの道 - カナダ』（マリリン・レイノルズ、河出書房新社） 1994年 - 絵本翻訳
- 『アンの青春』訳注つき新完訳（L・M・モンゴメリ、集英社） 2001年、改訂（文春文庫） 2019年、日本初の全文訳、訳註・地図付、写真入り
- 『どうして猫が好きかっていうとね』（キム・レヴィン、竹書房） 2002年 - フォトエッセイの翻訳
- 『アンの愛情』（L・M・モンゴメリ、集英社文庫） 2008年、改訂（文春文庫） 2019年、日本初の全文訳、訳註・地図付、写真入り
- 『英語で楽しむ赤毛のアン』（対訳・解説・写真、ジャパンタイムズ） 2014年
- 『風柳荘のアン』（L・M・モンゴメリ、文春文庫） 2020年、日本初の全文訳、訳註・地図付、写真入り
- 『アンの夢の家』（L・M・モンゴメリ、文春文庫） 2020年、日本初の全文訳、訳註・地図付、写真入り
- 『炉辺荘のアン』（L・M・モンゴメリ、文春文庫） 2021年、日本初の全文訳、訳註・地図付、写真入り
- 『虹の谷のアン』（L・M・モンゴメリ、文春文庫） 2022年、日本初の全文訳、訳註・地図付、写真入り
- 『アンの娘リラ』（L・M・モンゴメリ、文春文庫）2023年、日本初の全文訳、訳註・第一次世界大戦年表・戦場地図付、写真入り

## テレビ出演
- NHK週刊BSブックレビュー、司会（1993年4月 - 1995年3月）
- NHK教育テレビ　3か月トピック英会話 『赤毛のアン』への旅～原書で親しむAnneの世界、講師（2008年4月-6月）
- NHKBS　アナザー・ストーリー「太宰治」（2020年3月）
- NHK Eテレ　100分de名著「金子みすゞ詩集」、講師（2022年1月）